# Palicourea huberi
Palicourea huberi är en måreväxtart som beskrevs av Julian Alfred Steyermark. Palicourea huberi ingår i släktet Palicourea och familjen måreväxter. Inga underarter finns listade i Catalogue of Life.